# Mihajlo Mikitovics Zsajvoron
Mihajlo Mikitovics Zsajvoron (cirill betűkkel: Михайло Микитович Жайворон; Kocsicsine, 1953. szeptember 1. –) ukrán költő, prózaíró, irodalomkritikus, az Ukrán Nemzeti Újságírószövetség és az Ukrán Nemzeti Írószövetség tagja, Ukrajna kitüntetett újságírója. Részt vett az 1986 májusában történt csernobili atomerőmű-baleset felszámolásában. 

## Életútja
1953. szeptember 1-jén született a Zsitomiri területi Jemilcsinei járásában található Kocsicsinében. Tanulmányait a Kocsincsniji Általános, majd a Mala Hlumcsi Középiskolában kitűnő eredménnyel végezte. 1974-ben szerzett felsőfokú végzettséget a Zsitomiri Állami Pedagógiai Főiskolán (ma: Zsitomiri Ivan Franko Állami Egyetem), ahol ukrán nyelvészetet tanult. 1983-ban az Ukrán Kommunista Párt Központi Bizottsága mellett működő Pártfőiskola Újságíró Tagozatán is oklevelet szerzett. Sorkatonai szolgálata (1974–1975) után a Narodna Tribuna című Jemilcsini járási lap tudósítója és szerkesztőbizottságának felelős titkára (1974–1981) volt, majd a Zsitomiri Területi TV- és Rádióbizottságnál felelős gyártásvezetőként, valamint a közszolgálati és politikai műsorok főszerkesztőjeként tevékenykedett (1983–1990).
A 90-es évek elején megalapította a Zsitomir c. független regionális társadalmi és politikai hetilapot, amely 10 éven keresztül jelent meg, és ez idő alatt állandó főszerkesztője volt. Ugyanebben az időszakban ő volt a Zsitomir Kiadó szerkesztője (2000–2010) is. 2005-ben és 2006-ban a Besszarabija Gyilova c. ukrán országos hetilap első főszerkesztője volt.
2002 és 2006 között az Ukrán Tüzelőanyag- és Energiaügyi Minisztérium sajtószolgálatát vezette, főosztályvezető-helyettes és az Ukrajna Legfelsőbb Tanácsával, a Sajtóval és a Lakossággal folytatott együttműködésért felelős Osztály vezetője, miniszteri asszisztens és sajtótitkár is volt. Megszervezte a Tüzelőanyag- és Energiaügyi Minisztérium hivatalos honlapjának létrehozását, majd annak információs vezetője, valamint az Ukrajna Tüzelőanyag- és Energiaügyi Minisztériumának Hírlevele c. havonta megjelenő nyomtatott kiadvány szerkesztőbizottságának titkára volt. 
Tagja volt a Lakosságnak az Ukrajna európai integrációjáról történő tájékoztatása céljából létrehozott ukrán állami program megvalósításáért felelős 2004–2007-es tárcaközi csoportnak. 
2010–2014 között a Zsitomiri Területi Állami Közigazgatási Hivatal elnöke tevékenységét segítő osztály vezetője volt, majd 2014 áprilisától a területi közigazgatási hivatal elnökének szólásszabadság és információs szabadság-ügyi tanácsadója, 2018-2019-ben a Poliszjai Ukrán Nemzeti Agrártudományi Akadémia Mezőgazdasági Intézet igazgatójának asszisztense volt. 
Ukrajna érdemes újságírója. A Zsitomiri Állami Kulturális és Művészeti Intézet tiszteletbeli professzora. A Csernobili Atomerőművet ért katasztrófa 30. évfordulója alkalmából érdemrenddel tüntették ki.

## Alkotói tevékenysége
A világon minden a Szerelemből fakad (2006), a Via Dolorosa (2017), a Próféciák fehér könyve (2019), a Magasságok fészke (2021) című verseskötetek, valamint a Csernobili csomópont: Az atom bomlása és a Csernobili csomópont: a birodalom összeomlása című kétkötetes irodalmi inkluzív mű szerzője (Budapest, 2023), a Bűn bumerángja (2013) című regény, a Hét csoda egyike (2002) című elbeszélés, az Energia Mekkája Ukrajnában (2002) című gyűjtemény, valamint A szó ereje (2004), A siker receptje (2009), A hited szerint (2012), Merre mész? (2019) és más kötetek szerzője.
A KöltŐrség kétnyelvű antológia (Budapest, UNABOOK Magyarországi Ukrán Könyv Alapítvány, 2024) szerkesztője.
Százötven kiadvány társszerzője, szerkesztője. Irodalmi és művészeti gyűjteményekben, almanachokban publikált, pl. Vitorlák, Szárnyak, Számunkra Ukrajna mindenekelőtt, Ukrajna legyőzhetetlen, Mézgyűjtők, Chodoire Park, A Szent Szűz oltalmára, Karácsonyi csillag, Az élet cseppjei, Versmetró, Alternatívát keresve. A modern Ukrajna költészete, A szülőföldön a szív énekel, Gyömbér, A beszélgetés fénye, Földmozgás, Vető, Gabonacsomó, A fény oldalán, valamint a Dnyipro, Harang, Berezil, Ukrán információs tér, Az idő pohara * Zeitglas, Of Poets & Poetry (USA) és más folyóiratokban.
A nyomtatott és elektronikus sajtóban_ mint pl. az Irodalmi Ukrajna, az Ukrán Irodalmi Újság, a Krími Tisztaszoba, a Bukvojid, az Arany Mellkasdísz és mások kiadványokban rengeteg elismerést kapott. 
Zsajvoron irodalmi munkásságával foglalkozik, többek között Ihor Pavljuk ukrán író, tudós és műfordító, a brit PEN Club és az Európai Írók Szövetségének tagja „Történetek az érzelmekről. Kortárs írók szövegeiről és életrajzairól” c. kiadványában, amelynek előszavát Mikola Timosik professzor írta (Lviv: Szvit, 2021., 352. o.), az Ukrán Tudományos Akadémia Tarasz Sevcsenko Irodalomtudományi Intézetének A kor intim lélegzete c. tudományos kiadványa (4. kötet, Ternopil: Zolota Pektoral, 2022, 628. o.), Viktor Krupka, a filológiai tudományok kandidátusa Az út motívumai Mihajlo Zsajvoron: A magasság fészke című verseskötetében (Ukrán irodalom: történelmi tapasztalatok és kilátások c. folyóirat, 2. szám, 2023, 49-57. o.) és mások.
A 11. osztályos új ukránnyelv-tankönyvben Olesz Honcsar, Dmitro Pavlicsko, Lina Kosztenko, Vaszil Skljar, Miroszlav Docsinec, Hanna Csubacs és mások mellett Mihajlo Zsajvoron a legtöbbet idézett költő.

## Kitüntetései
A Mihajlo Klimenko (2010), Vaszil Juhimovics (2020), Ivan Ohijenko (2021), Pantelejmon Kulis (2022), Katerina Mandrik-Kujbida (2023), Ivan Szljota (2024) irodalmi és művészeti díjak nyertese, neki ítélték a Kárpátok Lovagrend Legjobb Könyv Díját a Kárpáti Pegazus-2018 IV. ukrán országos költészeti fesztiválon, első helyezett volt a Karácsony csillaga VIII. Nemzetközi Művészeti Fesztivál (2020) irodalmi versenyen és Az Oroszország háborúja Ukrajna ellen. A visszavágás c. irodalmi maraton Költészet kategóriájában az ukrajnai/zsitomiri területi írók között (2022), Az Év Könyve Területi Nagydíj nyertese (Csornobili csomó: az atom szétesése, 1. kötet, Csornobili csomó: a birodalom összeomlása, 2. kötet, inklúzív irodalmi kétkötets verses kiadvány, Budapest, UNABOOK Magyarországi Ukrán Könyv Alapítvány, 2023). 